# باشگاه فوتبال اونس کالداس
باشگاه فوتبال اونس کالداس که به خلاصه با نام اونس کالداس شناخته می‌شود، یک تیم فوتبال حرفه‌ای کلمبیایی مستقر در مانیسالس است که در حال حاضر در لیگ سری آ کلمبیا بازی می‌کند. آنها بازی‌های خانگی خود را در ورزشگاه پالوگرانده انجام می‌دهند.
آنها برندگان شگفتی‌ساز جام لیبرتادورس در سال ۲۰۰۴ بودند. این باشگاه در سال ۱۹۶۱ پس از ادغام دپورتس کالداس و دپورتیووو مانیسالس تأسیس شد.

## افتخارات

### داخلی
- لیگ سری آ کلمبیا
  - قهرمانی (۴): ۱۹۵۰، ۲۰۰۳، ۲۰۰۹، ۲۰۱۰
  - نایب قهرمانی (۲): ۱۹۹۸، ۲۰۱۱
- کوپا کلمبیا
  - نایب قهرمانی (۲): ۲۰۰۸، ۲۰۱۸

### بین‌المللی
- جام لیبرتادورس
  - قهرمانی (۱): ۲۰۰۴
- رکوپا سودامریکانا
  - نایب قهرمانی (۱): ۲۰۰۵
- جام بین قاره‌ای فوتبال
  - نایب قهرمانی (۱): ۲۰۰۴

## گلزنان
- سرجیو گالوان ری (۱۸۵ گل)
- آرنولفو والنتیه‌را (۱۳۸ گل)
- دیرو مورنو (۹۰ گل)
- روبرتو میرابلی (۶۶ گل)
- نیکولاس لوباتیون (۵۹ گل)